# Pochazia facialis
Pochazia facialis är en insektsart som beskrevs av Kato 1933. Pochazia facialis ingår i släktet Pochazia och familjen Ricaniidae. Inga underarter finns listade i Catalogue of Life.